# Hokkaido Railway Company
A Hokkaido Railway Company (北海道旅客鉄道株式会社, Hokkaidō Ryokaku Tetsudō Kabushiki-gaisha) a Japan Railways Group (JR Group) egyik alkotó vállalata, és gyakran a JR Hokkaido (JR北海道, Jeiāru Hokkaidō) hivatalos rövidítéssel hivatkoznak rá. Intercity és helyi vasúti szolgáltatásokat üzemeltet a japán Hokkaidón. A vállalat 2008 őszén vezette be a Kitaca nevű intelligens kártyás jegyrendszert.
Az 1987-es privatizáció idején a JR Hokkaido 21 vasútvonalat üzemeltetett összesen 3176,6 kilométernyi keskeny nyomtávú (1067 mm-es) pályán, valamint kompjáratot üzemeltetett Aomoriba. Azóta ez a szám alig kevesebb mint 2500 kilométerre csökkent, mivel a veszteséges vonalakat bezárták vagy kiváltották (a Hokkaidō Chihoku Kōgen Railway esetében). A kompjáratokat is felváltotta a Szeikan-alagút.
2016. november 19-én a JR Hokkaido elnöke bejelentette, hogy további racionalizálási terveket tervez a hálózat további racionalizálásával, a szolgáltatások visszavonásával akár 1237 km-ről, vagyis a jelenlegi hálózat mintegy 50%-áról, beleértve a Rumoi fővonal fennmaradó szakaszának bezárását (a Rumoi - Mashike szakasz 2016. december 4-én zárt be), a Sekisho vonal Shin-Yubari - Yubari szakasza (2019. április 1-jén zárt be), a Sassho vonal nem villamosított szakasza (2020. április 17-én zárt be) és a Furano és Kami-Ochiai Junction közötti Nemuro vonal. Más vonalakat, köztük a Sekihoku fővonalat, a Senmo fővonalat, a Soya vonal Nayoro - Wakkanai szakaszát és a Nemuro vonal Kushiro - Nemuro szakaszát javasolják átállítani a harmadik szektor üzemére, de ha a helyi önkormányzatok nem járulnak hozzá, ezek a szakaszok is bezárásra kerülnek. A JR Hokkaido 2021 márciusától 2022 márciusáig 25 állomást zárt be az utasszám csökkenése miatt.
A Hokkaido Railway központja a szapporói Chūō-ku-ban található.